# Adrityla
Adrityla är ett släkte av mångfotingar. Adrityla ingår i familjen Adritylidae.
Adrityla är enda släktet i familjen Adritylidae.
Kladogram enligt Catalogue of Life:
| Adrityla | \| \| Adrityla brevis \| \| \| \| \| \| Adrityla cucullata \| \| \| \| \| \| Adrityla deseretae \| \| \| \| |
|          | \| \| Adrityla brevis \| \| \| \| \| \| Adrityla cucullata \| \| \| \| \| \| Adrityla deseretae \| \| \| \| |
|          | Adrityla brevis                                                                                             |
|          | |
|          | Adrityla cucullata                                                                                          |
|          | |
|          | Adrityla deseretae                                                                                          |
|          | |